# Steinmühle (Neuendettelsau)
Steinmühle (fränkisch: Schdah-mil) ist ein Gemeindeteil der Gemeinde Neuendettelsau im Landkreis Ansbach (Mittelfranken, Bayern). Steinmühle liegt in der Gemarkung Haag.

## Geographie
Die Einöde ist die vierte an der Aurach gelegene Mühle und heute noch in Betrieb. 0,5 km nordöstlich liegt die Flur Häslesfeld (431 m ü. NHN). Ein Wirtschaftsweg führt nach Steinhof (0,5 km nordwestlich) bzw. nach Wollersdorf zur Kreisstraße AN 17 (2,6 km östlich).

## Geschichte
Die Steinmühle wurde 1706 errichtet. 1786 wurde ein Viertel von den Zugehörungen des Steinhofs abgetrennt und der Steinmühle zugewiesen. Erstmals schriftlich erwähnt wurde der Ort 1790 als „Steinmühl“.
Gegen Ende des 18. Jahrhunderts gehörte Steinmühle zur Realgemeinde Haag. Das Anwesen hatte das brandenburg-ansbachische Klosterverwalteramt Heilsbronn als Grundherrn. Unter der preußischen Verwaltung (1792–1806) des Fürstentums Ansbach erhielt die Steinmühle bei der Vergabe der Hausnummern die Nr. 17 des Ortes Haag. Von 1797 bis 1808 unterstand der Ort dem Justiz- und Kammeramt Windsbach.
Im Rahmen des Gemeindeedikts wurde die Steinmühle dem 1808 gebildeten Steuerdistrikt Aich und der 1810 gegründeten Ruralgemeinde Aich zugeordnet. Mit dem Zweiten Gemeindeedikt (1818) wurde die Steinmühle in die neu gebildete Ruralgemeinde Haag umgemeindet. Im Zuge der Gebietsreform in Bayern wurde diese am 1. Januar 1972 nach Neuendettelsau eingemeindet.

### Baudenkmal
- Haag 17: eine ehemalige Wassermühle des Klosters Heilsbronn mit zweigeschossigem Satteldachbau, wohl 18. Jahrhundert, mit erhöhtem Mühlkanal, 18./19. Jahrhundert[13]

### Einwohnerentwicklung
| Jahr      | 001818 | 001836 | 001840 | 001861 | 001871 | 001885 | 001900 | 001925 | 001950 | 001961 | 001970 | 001987 | 002007 | 002013 |
| Einwohner | 11     | 8      | 8      | 10     | 9      | 10     | 10     | 7      | 15     | 7      | 5      | 6      | 7      | 9      |
| Häuser    | 2      | 1      | 1      |        |        | 2      | 1      | 2      | 2      | 1      |        | 1      |        |        |
| Quelle    | [ 15 ] | [ 16 ] | [ 17 ] | [ 18 ] | [ 19 ] | [ 20 ] | [ 21 ] | [ 22 ] | [ 23 ] | [ 24 ] | [ 25 ] | [ 26 ] | [ 27 ] | [ 1 ]  |

## Religion
Der Ort ist evangelisch-lutherisch geprägt und nach St. Michael (Weißenbronn) gepfarrt. Die Einwohner römisch-katholischer Konfession sind nach St. Franziskus (Neuendettelsau) gepfarrt.